# Ribeira de Cótimos
A ribeira de Cótimos é uma ribeira de Portugal. A sua nascente situa-se próximo da cidade de Trancoso, e atravessa as freguesias da Cogula e Cótimos. É um afluente do rio Massueime.